# Sidi Abdeldjebar
Sidi Abdeldjebar è un comune dell'Algeria, situato nella provincia di Mascara.